# 乳酸镁
乳酸镁（英語：Magnesium lactate）是乳酸的镁盐。

## 矿物质补充剂
乳酸镁可用作矿物质补充剂，用于预防和治疗低镁血症。乳酸镁可能有助于治疗妊娠期腿部肌肉痛性痙攣
。

## 食品添加剂
作为食品添加剂，乳酸镁的E编码是E329，在食品和饮料中用作酸度调节剂。